# Liczby przestępne

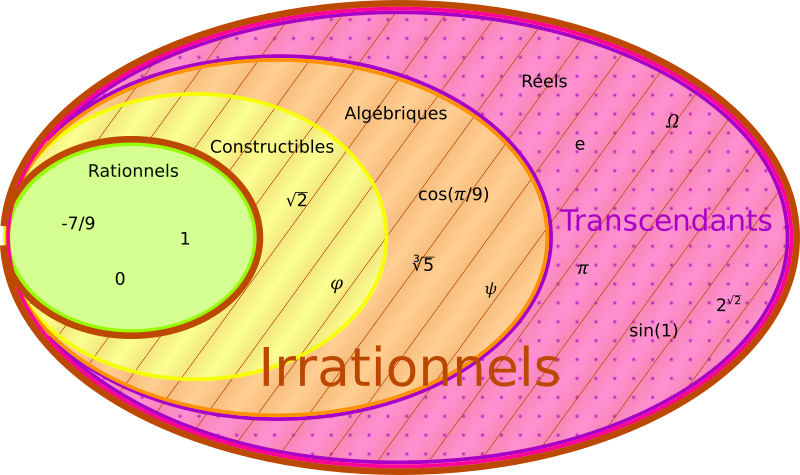
Podział liczb rzeczywistych na liczby wymierne, liczby konstruowalne, liczby algebraiczne oraz liczby przestępne (zaznaczone na różowo)

Liczba przestępna – liczba rzeczywista lub ogólniej zespolona niebędąca liczbą algebraiczną. Uogólnieniem pojęcia liczby przestępnej jest element przestępny. Istnienie liczb przestępnych wykazał francuski matematyk Joseph Liouville w 1844 roku, podając konstruktywne dowody ich istnienia.
Liczba przestępna {\displaystyle z} nie jest więc pierwiastkiem żadnego niezerowego wielomianu jednej zmiennej o współczynnikach wymiernych, tzn.:
{\displaystyle \forall _{n\in \mathbb {N^{+}} }\ \forall _{(a_{n},a_{n-1},\dots ,a_{1},a_{0})\in \mathbb {Q} ^{n+1}}a_{n}\neq 0\implies a_{n}z^{n}+a_{n-1}z^{n-1}+\ldots +a_{1}z+a_{0}\neq 0.}
Każda liczba przestępna jest liczbą niewymierną, bo liczby wymierne są pierwiastkami pewnych wielomianów o współczynnikach wymiernych stopnia {\displaystyle 1.} Z kolei istnieją liczby niewymierne, które nie są przestępne, np. {\displaystyle {\sqrt {2}}} (rozwiązanie równania {\displaystyle x^{2}-2=0}).

## Niektóre własności algebraiczne
- Jeśli {\displaystyle p} jest liczbą przestępną, {\displaystyle c_{i}} są algebraiczne, to wartość wyrażenia {\displaystyle \sum _{i=0}^{n}c_{i}p^{i}} jest przestępna.

W szczególności przestępne są: {\displaystyle a+p} dla {\displaystyle a} algebraicznego, {\displaystyle ap} dla {\displaystyle a} algebraicznego, {\displaystyle a\neq 0,} {\displaystyle p^{n}} dla {\displaystyle n\in \mathbb {N} ^{+}.}
Dowód
Gdyby {\displaystyle d=\sum _{i=0}^{n}c_{i}p^{i}} był liczbą algebraiczną, to zachodzi
{\displaystyle 0=c_{0}-d+c_{1}p+c_{2}p^{2}+\ldots +c_{n}p^{n}.}
Różnica {\displaystyle c_{0}-d} jest liczbą algebraiczną, stąd {\displaystyle p} jest pierwiastkiem wielomianu o współczynnikach algebraicznych. Ponieważ ciało liczb algebraicznych jest algebraicznie domknięte, więc {\displaystyle p} byłby liczbą algebraiczną, wbrew założeniu.
- Jeśli {\displaystyle p} jest liczbą przestępną, to {\displaystyle p^{w},} gdzie {\displaystyle w\in \mathbb {Q} ,\;w\neq 0} także jest przestępne.

Dowód
Wystarczy tu udowodnić, że {\displaystyle p^{-1},\;{\sqrt[{n}]{p}},} są przestępne dla {\displaystyle n>0.}
Gdyby {\displaystyle p^{-1}} był liczbą algebraiczną, to byłby pierwiastkiem wielomianu {\displaystyle \sum _{i=0}^{n}c_{i}(p^{-1})^{i},} {\displaystyle c_{i}\in \mathbb {Q} ,} stąd {\displaystyle p} byłby pierwiastkiem wielomianu {\displaystyle \sum _{i=0}^{n}c_{n-i}p^{i}} wbrew założeniu.
Gbyby {\displaystyle {\sqrt[{n}]{p}}} był liczbą algebraiczną, to {\displaystyle p=\left({\sqrt[{n}]{p}}\right)^{n}} byłby liczbą algebraiczną, bo potęga liczby algebraicznej jest liczbą algebraiczną.
Uwaga
- Suma liczb przestępnych nie musi być przestępna. Rzeczywiście, jeśli {\displaystyle p} liczbą przestępną, przestępne są także {\displaystyle -p,a-p,} gdzie {\displaystyle a} jest liczbą algebraiczną. Ale {\displaystyle (a-p)+p} jest liczbą algebraiczną {\displaystyle a.}
- Iloczyn liczb przestępnych nie musi być przestępny. Rzeczywiście, jeśli {\displaystyle p} liczbą przestępną, przestępne są także {\displaystyle p^{-1},{\frac {a}{p}},} gdzie {\displaystyle a} jest liczbą algebraiczną. Ale {\displaystyle {\frac {a}{p}}\cdot p} jest liczbą algebraiczną {\displaystyle a.}

## Przykłady liczb przestępnych
- {\displaystyle e^{a},} gdzie {\displaystyle a\neq 0} jest liczbą algebraiczną (Hermit-Lindemann)[2]
  - e (Charles Hermite, 1873),
  - {\displaystyle \pi } (Ferdinand Lindemann, 1882) – przypuszczenie, że {\displaystyle \pi } jest algebraiczne oznacza, że {\displaystyle e^{i\pi }} jest przestępne wbrew temu, że {\displaystyle e^{i\pi }=-1}
  - {\displaystyle \sin a,\cos a,} dla {\displaystyle a\neq 0} algebraicznego – np. {\displaystyle \cos a={\tfrac {e^{ia}+e^{-ia}}{2}}} po przekształceniach {\displaystyle (e^{ia})^{2}-2\cos a\cdot e^{ia}+1=0.} Przypuszczenie, że {\displaystyle \cos a} jest algebraiczne oznaczałoby, że {\displaystyle e^{ia}} jest pierwiastkiem wielomianu o współczynnikach algebraicznych wbrew temu, że {\displaystyle e^{ia}} jest przestępne.
  - {\displaystyle \ln a,} dla {\displaystyle a>0,a\neq 1} algebraicznego – przypuszczenie, że {\displaystyle b=\ln a} jest algebraiczne oznacza, że {\displaystyle e^{b}=a} jest przestępne wbrew temu, że {\displaystyle a} jest algebraiczne,

- {\displaystyle a^{b},} gdzie {\displaystyle a\neq 0,a\neq 1} jest liczbą algebraiczną, {\displaystyle b} jest liczbą niewymierną algebraiczną (twierdzenie Gelfonda-Schneidera).
  - {\displaystyle e^{\pi }} – ponieważ {\displaystyle e^{\pi }=e^{-i\,i\pi }=e^{-i\,\log(e^{i\pi })}=e^{-i\,\log(-1)},} więc {\displaystyle e^{\pi }} jest jedną z wartości {\displaystyle (-1)^{-i},} przy czym w ostatniej potędze podstawa {\displaystyle -1,} jest liczbą algebraiczną różną od {\displaystyle 0} i {\displaystyle 1,} z kolei wykładnik {\displaystyle -i} jest liczbą niewymierną, czyli nie jest liczbą wymierną {\displaystyle -i\notin \mathbb {Q} .}
  - {\displaystyle e^{a\pi },\;a\in \mathbb {Q} ,\;a\neq 0} – ponieważ {\displaystyle e^{a\pi }=(e^{\pi })^{a},} więc {\displaystyle e^{a\pi }} jest wymierną potęgą liczby przestępnej
- liczby Liouville’a
  - {\displaystyle \sum _{j=1}^{\infty }a^{-j!},} gdzie {\displaystyle a} jest dowolną liczbą naturalną większą od 1, liczby tej postaci są przykładami liczb Liouville’a.

## Własności mnogościowe
Zbiór wszystkich liczb przestępnych jest zbiorem mocy continuum. Dowód: zbiór wszystkich wielomianów o współczynnikach wymiernych jest zbiorem przeliczalnym. Ponieważ każdy taki wielomian ma skończenie wiele pierwiastków, istnieje co najwyżej przeliczalnie wiele liczb algebraicznych. Ale zbiór wszystkich liczb rzeczywistych ma moc continuum, zatem zbiór liczb przestępnych również musi mieć moc continuum.
Zbiór liczb przestępnych rzeczywistych jest gęsty w zbiorze liczb rzeczywistych, więcej: w każdym przedziale otwartym liczb rzeczywistych jest nieprzeliczalnie wiele liczb przestępnych.